# Пасторија (Вирџинија)
Пасторија (енгл. Pastoria) насељено је место без административног статуса у америчкој савезној држави Вирџинија.

## Демографија
По попису из 2010. године број становника је 649.
| Група             | 2000.    | 2010.       |
| Белци             | 0 (0,0%) | 200 (30,8%) |
| Афроамериканци    | 0 (0,0%) | 344 (53,0%) |
| Азијати           | 0 (0,0%) | 4 (0,6%)    |
| Хиспаноамериканци | 0 (0,0%) | 95 (14,6%)  |
| Укупно            | 0        | 649         |